# NGC 2060
NGC 2060 في علم الفلك هو تجمع نجمي مفتوح في سديم العنكبوت في سحابة ماجلان الكبرى. هذا التجمع النجمي قريب من تجمع نجمي أكبر منه وهو إن جي سي 2070 وهذا يحوي التجمع الكثيف آر 136.
اكتشف العالم الفلكي «جون هيرشل» التجمع النجمي المفتوح إن جي سي 2060 في عام 1836.

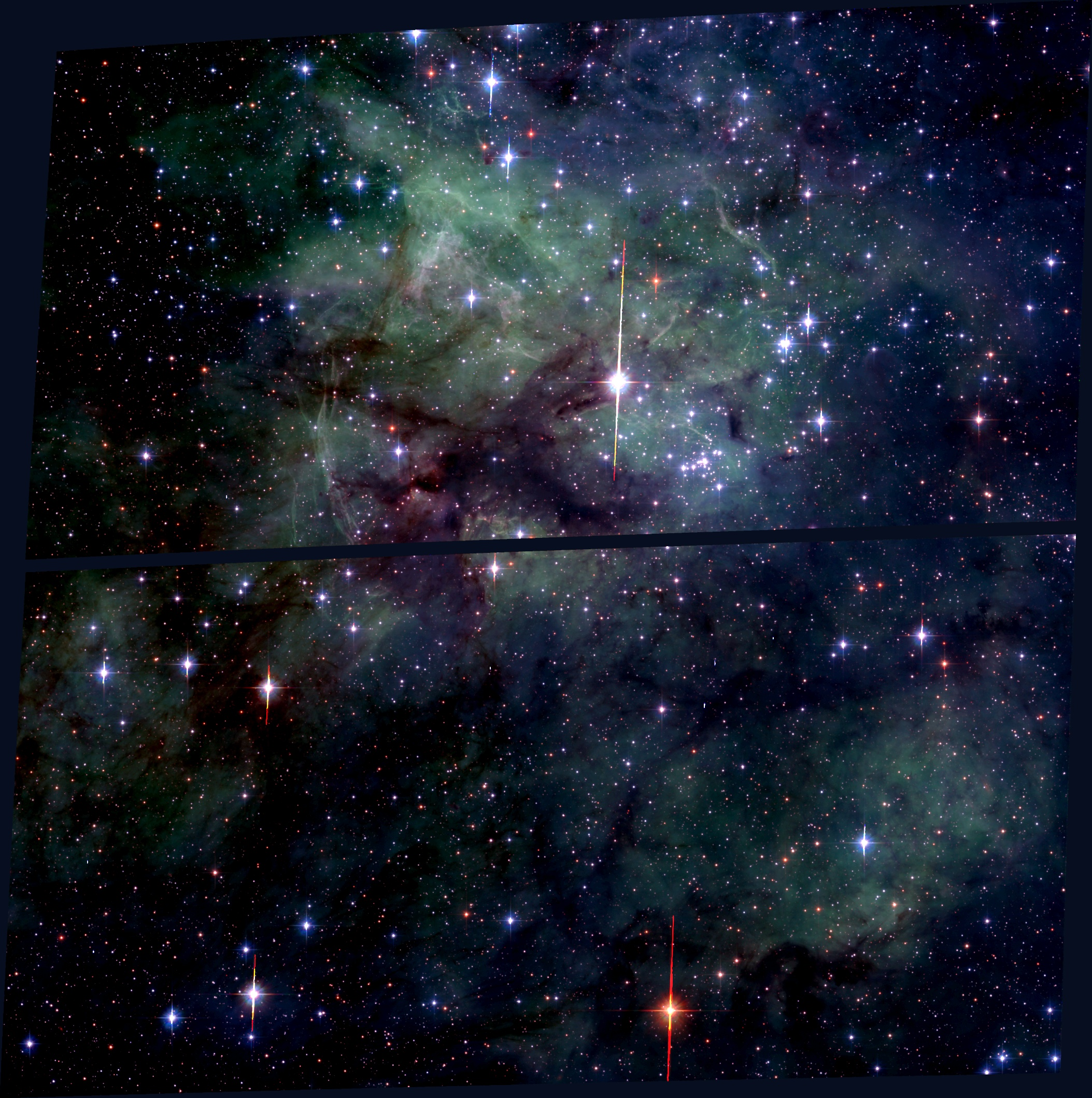
بقايا مستعر أعظم NGC 2060 ؛ صورة لقطها تلسكوب هابل الفضائي.

يقدر العلماء عمر التجمع إن جي سي 2060 بنحو 10 ملايين سنة. ويوجد التجمع داخل فقاعة في سدجيم العنكبوت. تكونت الفقاعة إما عن طريق الرياح النجمية المتعاضدة أو ربما تكونت من مستعر أعظم قديم / أو مستعرات عظمى قديمة.
.
يقترن اسم التجمع النجمي NGC 2060 غالبا بأحد بقايا مستعر أعظم وهو N157B (الذي يسمى أحيانا «30 دورادوس بي»
(30 Doradus B) وهو أكبر في اتساعه واضعف في ضيائه، إلا أنه يتميز بإصداره أشعة راديوية شديدة. ويقدر علماء الفلك أن المستعر الأعظم قد انفجر قبل نحو 5000 سنة مضت. كما اكتشف في عام 1998 نجم نباض
(يسمى PSR J0537-6910) فهو يدور حول محوره بسرعة هائلة خلال دورة تستغرق 16 مللي ثانية، ويبدو أن عمره من عمر بقايا المستعر الأعظم.
كما اكتشف نجم شارد VFTS 102 وهو عبارة عن عملاق أزرق بالقرب من إن جي سي 2060، ويشير النظام إلى أنه كان قرينا للنباض وطرده النباض وقت حدوث انفجار المستعر الأعظم.
تتميز المنطقة المحيطة بـNGC 2060 بأنها منطقة امتصاص للخط الطيفي للهيليوم
HeII 468.6 نانومتر؛ وتوصف بأن فيها رياح نجمية ضعيفة وشدة ضياء ضعيفة. تشاهد أمثال تلك النجوم في العناقيد النجمية الشابة، ويعتقد أنها المرحلة الأولى في تطور النجوم العملاقة، ذات كتل الكبيرة بالمقارنة بكتلة الشمس.
كما توجد أمثال تلك النجوم العملاقة أيضا في التجمع النجمي القريب وهو إن جي سي 2070 ، وهو موجود أيضا في سديم العنكبوت.

## وصلات خارجية
- NASA/IPAC EXTRAGALACTIC DATABASE: NGC 2060
- سيمباد: NGC 2060
- Supernova Remnants in the Large Magellanic Cloud
- F. E. Marshall, E. V. Gotthelf, W. Zhang, J. Middleditch, Q. D. Wang: Discovery of an Ultrafast X-Ray Pulsar in the Supernova Remnant N157B, Astrophysical Journal, 499:L179–L182, 1998

## اقرأ أيضا
- إن جي سي 2070
- إن جي سي 2080
- آر 136
- هودج 301
- ثقب أسود
- إن جي سي 1982
- إن جي سي 604
- إن جي سي 0051
- إن جي سي 0047
- إن جي سي 1961
- إن جي سي 1502
- إن جي سي 2100
- سديم العنكبوت
- إن جي سي 1553